# Morlanwelz
Morlanwelz é um município da Bélgica localizado no distrito de La Louvière, província de Hainaut, região da Valônia.